# Toshio Matsumoto (director de cine)
Toshio Matsumoto (松本 俊夫 Matsumoto Toshio?) (25 de marzo de 1932 – 12 de abril de 2017) fue un director de cine japonés y videoartista. 

## Biografía
Matsumoto nació en Nagoya, Aichi, Japón y se graduó en la Universidad de Tokio en 1955. Su primer corto fue Ginrin, en 1955. Su película más conocida es Funeral Parade of Roses (Bara no sôretsu), inspirada libremente en Edipo Rey y protagonizada por un transvestido (Peter), intentando insertarse en el mundo de los Hostess clubs de Tokio.
Matsumoto publicó muchos libros de fotografía, y, además, fue profesor y decano de Artes en la Universidad de Arte y Diseño de Kioto. Fue también presidente de la Sociedad de Japón de Artes de Imagen y Ciencias. A principios de los 80 enseñó en el Instituto de Arte y Diseño de Kyushu (Kyushu Geijutsu Koka Daigaku).
Vivió en Tokio hasta su muerte el 12 de abril de 2017.

## Filmografía

### Largometrajes
| Año  | Título inglés             | Título japonés | Romaji               | Notas                                    |
| ---- | ------------------------- | -------------- | -------------------- | ---------------------------------------- |
| 1969 | Funeral Parade of Roses   | 薔薇の葬列     | Bara no Sôretsu      |                                          |
| 1971 | Demonios (o Pandemonium)  | 修羅           | Shura                | El título Shura se refiere a los Asuras. |
| 1973 | War at the Age of Sixteen | 十六歳の戦争   | Juuroku-sai no Sensô |                                          |
| 1988 | Dogura Magura             | ドグラ・マグラ | Dogura Magura        |                                          |

### Cortometrajes experimentales y documentales
| Año  | Título inglés                               | Título japonés               | Romaji                           | Duración |
| ---- | ------------------------------------------- | ---------------------------- | -------------------------------- | -------- |
| 1955 | Bicicleta                                   | 銀輪                         | Ginrin                           | 10 min   |
| 1956 | Senkan                                      | 潜凾                         | Senkan                           | 20 min   |
| 1959 | Haru wo Yobukora                            | 春を呼ぶ子ら                 | Haru wo Yobukora                 | 20 min   |
| 1959 | 300 Ton Trailer                             | 300トン・トレーラー          | 300 Ton Trailer                  | 25 min   |
| 1959 | Tratado de seguridad entre los EEUU y Japón | 安保条約                     | Anbojouyaku                      | 18 min   |
| 1960 | Documental de la larga y blanca línea       | 白い長い線の記録             | Shiroi Nagai Sen no Kiroku       | 13 min   |
| 1961 | Los Tejedores de Nishijin                   | 西陣                         | Nishijin                         | 26 min   |
| 1963 | La Canción de Piedra                        | 石の詩                       | Ishi no Uta                      | 25 min   |
| 1967 | Madres                                      | 母たち                       | Haha-tachi                       | 40 min   |
| 1968 | For the Damaged Right Eye                   | つぶれかかった右眼のために   | Tsuburekakatta migime no tame ni | 13 min   |
| 1969 | Éxtasis                                     | エクスタシス                 | Extasis                          | 10 min   |
| 1971 | Metástasis                                  | メタスタシス 新陳代謝        | Metastasis: Shinchintaisha       | 8 min    |
| 1972 | Autonomía                                   | オートノミー 自律性          | Autonomy: Jiritsusei             | 12 min   |
| 1972 | Expansión                                   | エクスパンション 拡張        | Expansion: Kakuchou              | 14 min   |
| 1973 | Mona Lisa                                   | モナ・リザ                   | Mona Lisa                        | 3 min    |
| 1974 | Mosca                                       | フライ 飛ぶ                  | Fly: Tobu                        | 9 min    |
| 1974 | Andy Warhol: Re-reproduction                | アンディ・ウォーホル：複々製 | Andi Uohoru: Fukubukusei         | 23 min   |
| 1975 | Todo lo visible está vacío                  | 色即是空                     | Shiki soku zekuu                 | 8 min    |
| 1975 | Young Girl                                  | 青女                         | Aoonna                           | 30 min   |
| 1975 | Phantom                                     | ファントム 幻妄              | Phantom                          | 10 min   |
| 1975 | Atman                                       | アートマン                   | Atman                            | 11 min   |
| 1976 | Cometa                                      | 凧                           | Tako                             | 30 min   |
| 1977 | Agujero negro                               | ブラックホール               | Black Hole                       | 3 min    |
| 1978 | Enigma                                      | エニグマ 謎                  | Enigma: Nazo                     | 3 min    |
| 1979 | Agujero blanco                              | ホワイトホール               | White Hole                       | 7 min    |
| 1980 | Ki o Respiración                            | 気 Breathing                 | Ki - Breathing                   | 30 min   |
| 1981 | Conexión                                    | コネクション                 | Connection                       | 10 min   |
| 1982 | Votive Picture                              | 絵馬                         | Euma                             | 30 min   |
| 1982 | Relación                                    | リレーション 関係            | Relation: Kankei                 | 10 min   |
| 1982 | Shift                                       | シフト 断層                  | Shift: Dansô                     | 9 min    |
| 1983 | Formación                                   | フォーメイション 形成        | Formation: Keisei                | 9 min    |
| 1984 | WAVE                                        | WAVE                         | WAVE                             | 7 min    |
| 1984 | Delay Exposure                              | ディレイ・エクスポージャー   | Delay Exposure                   | 3 min    |
| 1985 | EE Control                                  | EEコントロール               | EE Control                       | 3 min    |
| 1985 | Vibración                                   | バイブレーション             | Vibration                        | 3 min    |
| 1985 | Sway                                        | 揺らぎ スウェイ              | Sway                             | 8 min    |
| 1987 | Engram                                      | エングラム 記憶痕跡          | Engram: Kioku konseki            | 15 min   |
| 1989 | Trauma                                      | トラウマ                     | Trauma                           | 18 min   |
| 1990 | Señal                                       | 気配                         | Kehai                            | 20 min   |
| 1992 | Disguise                                    | ディシミュレーション 偽装    | Dishimyureshon: Gisô             | 20 min   |

### Otros trabajos
| Año  | Título inglés                          | Título japonés                   | Romaji                          | Tipo                                                                                            |
| ---- | -------------------------------------- | -------------------------------- | ------------------------------- | ----------------------------------------------------------------------------------------------- |
| 1962 | Documental de una negra y larga sombra | 黒い長い影の記録                 | Kuroi Nagai Kage no Kiroku      | Acto radiofónico.                                                                               |
| 1964 | Uso mo Honto mo Urakara Mireba         | 嘘もほんとも裏から見れば         | Uso mo Honto mo Urakara Mireba  | Teatro.                                                                                         |
| 1968 | Magnetic Scramble                      | マグネチック・スクランブル       | Magnetic Scramble               | Performance de vídeo.                                                                           |
| 1969 | Proyección para un Icono               | イコンのためのプロジェクション   | Ikon no tame no projection      | Pieza intermedia                                                                                |
| 1969 | Sombra                                 | シャドウ                         | Shadow                          | Pieza intermedia.                                                                               |
| 1970 | Space Projection Ako                   | スペース・プロジェクション・アコ | Space Projection Ako            | Pieza intermedia.                                                                               |
| 1974 | Mona Lisa para Multi-vídeo             | マルチビデオのためのモナ・リザ   | Multivideo no tame no Mona Lisa | Instalación de vídeo para 10 pantallas.                                                         |
| 1974 | Rocío de mañana                        | モーニング・デュー（あさつゆ）   | Asa tsuyu                       | Pieza intermedia.                                                                               |
| 1975 | Teatro total                           | トータルシアター・葵の上         | Total Theatre                   | Pieza intermedia.                                                                               |
| 1976 | Yuuterasu, shikyuu                     | ユーテラス、子宮                 | Yuuterasu, shikyuu              | Nota periodística                                                                               |
| 1979 | Aquarium                               | 水族館                           | Suizokukan                      | Instalación de vídeo para 3 pantallas, un tanque de agua y pez.                                 |
| 1980 | Relación cósmica                       | コズミック・リレーション         | Cosmic Relation                 | Imágenes para pantalla móvil 3D.                                                                |
| 1986 | Multiconnection                        | マルチ・コネクション             | Multiconnection                 | Instalación para cámara 1 16 mm cámara y 4 pantallas.                                           |
| 1986 | Articulación                           | アーティキュレーション 文節      | Articulation: Bunsetsu          | Instalación para 6 pantallas y 1 cámara.                                                        |
| 1989 | Globo luminoso                         | ルミナス・グローブ               | Luminous globe                  | Instalación para una pantalla esférica y una pantalla torus trasera.                            |
| 1990 | Leyenda de Urando                      | ウランド伝説                     | Urando Densetsu                 | Cine mediático para 2 HDTV y un láser.                                                          |
| 1992 | Trampa de Narratología                 | ナラトロジーの罠                 | Narratology no wana             | Instalación para 23 pantallas, plataforma de cámara rotante, un cámara y una pantalla de arena. |